# Mohammad Ali Dżafari
Mohammad Ali Dżafari, znany także jako Aziz Dżafari (pers. ‏محمدعلی جعفری‎, ur. 1 września 1957 w Jazdzie) – irański wojskowy, głównodowodzący Korpusu Strażników Rewolucji Islamskiej w latach 2007-2019.

## Życiorys
Walczył w wojnie iracko-irańskiej początkowo w szeregach paramilitarnego Związku Mobilizacji Uciemiężonych (Basidż), następnie w oddziałach Korpusu Strażników Rewolucji Islamskiej. Od 1991 lub 1992 do 2005 był dowódcą sił lądowych Korpusu. Następnie stanął na czele ośrodka badań strategicznych opracowującego nową strategię Iranu wobec ewoluujących regionalnych zagrożeń. Wskazywano na jego udział w opracowywaniu taktyki tzw. wojny nieregularnej, asymetrycznej. Mohammad Ali Dżafari przez wiele lat utrzymywał bliskie kontakty z dowódcami organizacji Badr, siły zbrojnej przy popieranej przez Iran Najwyższej Radzie Islamskiej w Iraku.
W 2007 Najwyższy Przywódca Iranu ajatollah Ali Chamenei mianował go głównodowodzącym Korpusu Strażników Rewolucji Islamskiej w miejsce gen. Jahji Rahima Safawiego. 
Dowodzony przez Dżafariego Korpus Strażników Rewolucji Islamskiej brał udział w tłumieniu protestów pod wyborach prezydenckich w Iranie w 2009. Według ujawnionej przez Wikileaks depeszy dyplomatycznej Dżafari obwiniał prezydenta Mahmuda Ahmadineżada o doprowadzenie do protestów. Gdy ten podczas spotkania z udziałem członków irańskiego rządu oraz najbardziej wpływowych oficerów zasugerował pewne ograniczone reformy w kraju, Dżafari uderzył go w twarz.   
Oficerowie dowodzonego przez Dżafariego Korpusu walczą również w wojnie domowej w Syrii po stronie armii rządowej, brali udział w powstrzymaniu ofensywy Państwa Islamskiego w Iraku.  
W lipcu 2015 Dżafari skrytykował projekt porozumienia w sprawie programu atomowego Iranu.
W 2019 r. Dżafari został odwołany ze stanowiska dowódcy Korpusu Strażników Rewolucji Islamskiej, na jego miejsce powołany został dotychczasowy zastępca, gen. Hosejn Salami. Dżafari został przeniesiony na stanowisko dowódcy Kierownictwa Kulturalnego i Społecznego, struktury odpowiedzialnej za propagandę.